# Christina Seest
Christina Marianne Seest Dam (født 1963 i Ordrup) er en dansk sanger og komponist. Hun flyttede i 1984 til Bornholm og har siden været engageret i øens musikliv, men hun har også sunget i Jazzhouse i København, andre steder i Norden og på Cleopatra's Needle i Central Park i New York.
Christina Seest er ansat som kirkesanger ved Ny Kirke. Hun har sunget i kor siden hun var barn og har pædagogisk uddannelse. Hun synger mest nordisk jazz, men har også prøvet country, countryrock og ikke mindst gospel, som hun har undervist i og hvor det er blevet til mange koncerter siden 2002.

## Optræden på Bornholm
I mange år var hun bassist i teatergruppen Svanekeaktørerne indtil hun fandt ud af, at sangen var hendes største talent. Hun sang solo ved Svanekes Gallakoncerter i 2005 i anledning af byens 450 års jubilæum. I 2006-07 sang hun som en af de tre i 60'er-bandet Woodenstocks. I to år var hun med i jazztrioen Satin Dolls, som bl.a. har sunget på Nexø Jazzfestival. I de senere år har hun haft eget band med Nils Jespersen (saxofon), Jesper Mejlvang (tangenter), Lars Juul (slagtøj) og Johan Segerberg (kontrabas).

## Debutalbum
I 2011 indspillede hun sit debutalbum "New Seasons Of The North" med egne kompositioner, som hun præsenterede ved en CD-releasekoncert 1. december på Musikhuzet Rasch's Pakhuz i Rønne. Christina Seest og bandet, der var suppleret med Mikkel Due Andersen (guitar) og Staffan Hallroth (trombone), fik stående klapsalver.
Bornholms Tidendes anmelder Christina D. Gornitzka, der er musiklærer og blokfløjtespiller, kaldte Christina Seest et interessant bekendtskab og roste hende for "autenticitet, musikalitet og tekniske evner". Om musikken skrev anmelderen, at den kunne opleves som en rejse i den bornholmske natur gennem årstiderne: "I koncerten kunne publikum både høre sprøde vinterklange, som et orgel af istapper, og bløde bølgende klange, fyldt med varme, som vækkede billeder af valmuer i kornmarken."
De to danske radiokanaler, der henvender sig specielt til jazz-elskere, spillede senere numre fra debutalbummet, ledsaget af studieværternes kommentarer. På DR P8 Jazz udtalte Celine Haastrup 9. januar 2012: ”Absolut personlig tekst og musik! En meget opbyggelig CD, musikalsk meget forankret i det nordiske, enkelt og uprætentiøst”. På Radio Jazz, der desuden bragte et interview med Christina Seest, kaldte Michael Thrane 23. januar 2012 hendes CD ”meget overraskende og nuanceret”.

## Undervisning
Christina Seest har taget uddannelse i Complete Vocal Technique (CVT) på Cathrine Sadolins Complete Vocal Institute (CVI) i København. Sammen med en anden bornholmsk CVT-lærer, Maria Sita, har hun startet Sangrummet, der tilbyder undervisning i komplet sangteknik, improvisation, fortolkning, rytmik og swing.